# Lycianthes acapulcensis
Lycianthes acapulcensis là loài thực vật có hoa trong họ Cà. Loài này được (Baill.) D'Arcy mô tả khoa học đầu tiên năm 1986.